# Der Junggesell
Der Junggesell is een gedicht  van Gustav Pfizer uit zijn bundel Gedichte: Neue Sammlung (uitgave uit Stuttgart, 1835, blz 160). De begintekst luidt: 'Ich bin ein leichter Junggesell'.  Een rondtrekkende vrijgezel mijmert over het hebben van vrouw en kind. Het gedicht werd door zowel Niels Gade als door Johann Carl Gottfried Loewe (1842)  van muziek voorzien. De Engelstalige versie Two locks of hair werd vaker gebruikt voor het componeren van liederen, maar door componisten lang zo bekend niet als Gade.

## Niels Gade
De Deense componist Niels Gade schreef muziek onder het gedicht, maar dateerde het werk niet. Het is daarom onbekend wanneer Gade het lied schreef en wanneer het uitgevoerd werd. Gade reisde nogal veel heen en weer tussen Kopenhagen en Leipzig en moest daarbij af en toe snel vertrekken vanwege de Eerste en Tweede Duits-Deense Oorlog.